# Ernst Ohl
Georg Ernst Ohl (* 27. Februar 1841 in Umstadt; † 27. November 1923 ebenda) war ein hessischer Landwirt und Politiker (Freie Wirtschaftliche Vereinigung) und Abgeordneter der 2. Kammer der Landstände des Großherzogtums Hessen.
Ernst Ohl war der Sohn des Bäckermeisters Johann Georg Ohl und dessen Ehefrau Catharina Elisabeth, geborene Weber. Ohl, der evangelischen Glaubens war, war Landwirt in Groß-Umstadt und heiratete 1864 Katharina Elisabeth geborene Eidmann (1843–1911).
Von 1896 bis 1902 gehörte er der Zweiten Kammer der Landstände an. Er wurde für den Wahlbezirk Starkenburg 7/Groß-Umstadt gewählt. Er war ab 1882 Beigeordneter von Groß-Umstadt und 1908 bis 1919 dort Bürgermeister.